# Spirit of America (automóvil)

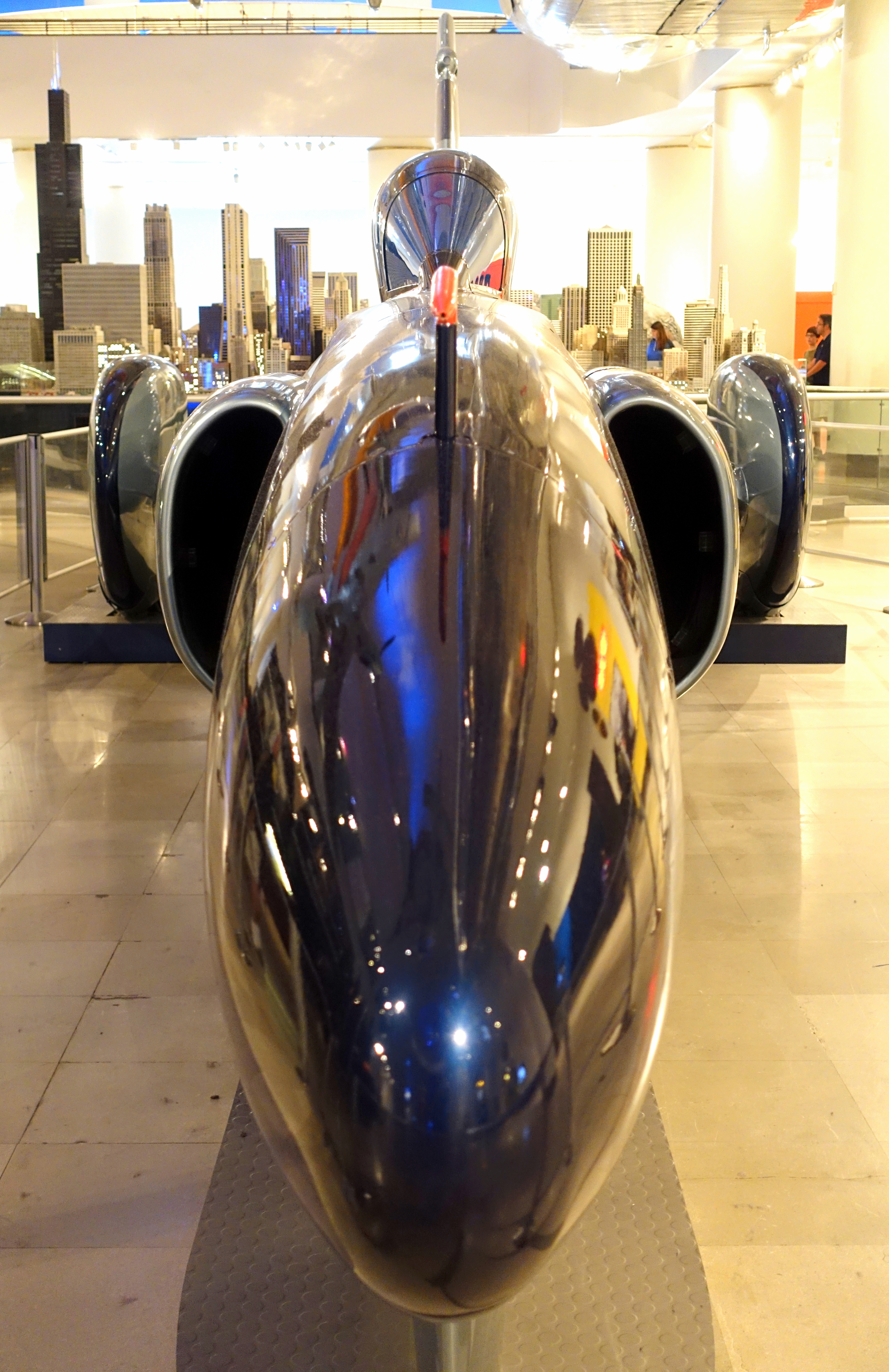
Vista frontal del Spirit of America

El Spirit of America es el nombre de marca registrado utilizado por Craig Breedlove en sus vehículos, diseñados para la consecución del récord mundial de velocidad en tierra.
Dos de estos vehículos ostentaron la citada plusmarca:
- El Spirit of America (640 km/h en 1963)
- El Spirit of America - Sonic I (966 km/h en 1965)

## El primer Spirit of America
El Spirit of America fue el primero de los coches de récord modernos propulsado por un motor a reacción, construido con un estrecho chasis aerodinámico, sobre tres ruedas, y lo más relevante, equipado con un motor de reacción aeronáutico. Como en la mayoría de otros vehículos de este tipo, el motor era de origen militar. Así, el primer Spirit of America utilizó un motor General Electric J47 procedente de un caza F-86 Sabre, y fue probado en el salar de Bonneville en 1962, donde las dificultades para manejarlo terminaron en un fracaso. Antes de probarlo otra vez, se añadió al vehículo un nuevo estabilizador y la dirección de la rueda frontal.
Breedlove batió el récord por primera vez el 5 de septiembre de 1963 en Bonneville, siendo el primero en superar con un vehículo terrestre la velocidad de 400 millas por hora (640 km/h).
En la época en que se construyó el Spirit of America, las reglas de la Federación Internacional del Automóvil (FIA) para la obtención del récord de velocidad en tierra exigían un chasis con cuatro ruedas. En consecuencia, el registro del Spirit no fue reconocido como un récord oficial por la FIA. La Federación International de Motociclismo (FIM) sí que reconoció poco después el récord, clasificando al Spirit como un triciclo. A pesar del amplio eco de esta controversia, las  reglas de la FIA también exigían que el vehículo  "se impulsase mediante sus ruedas", aspecto fundamental que inicialmente quedó ignorado por la cuestión sobre el número de ruedas, lo que permitió la aceptación del récord por la FIM.

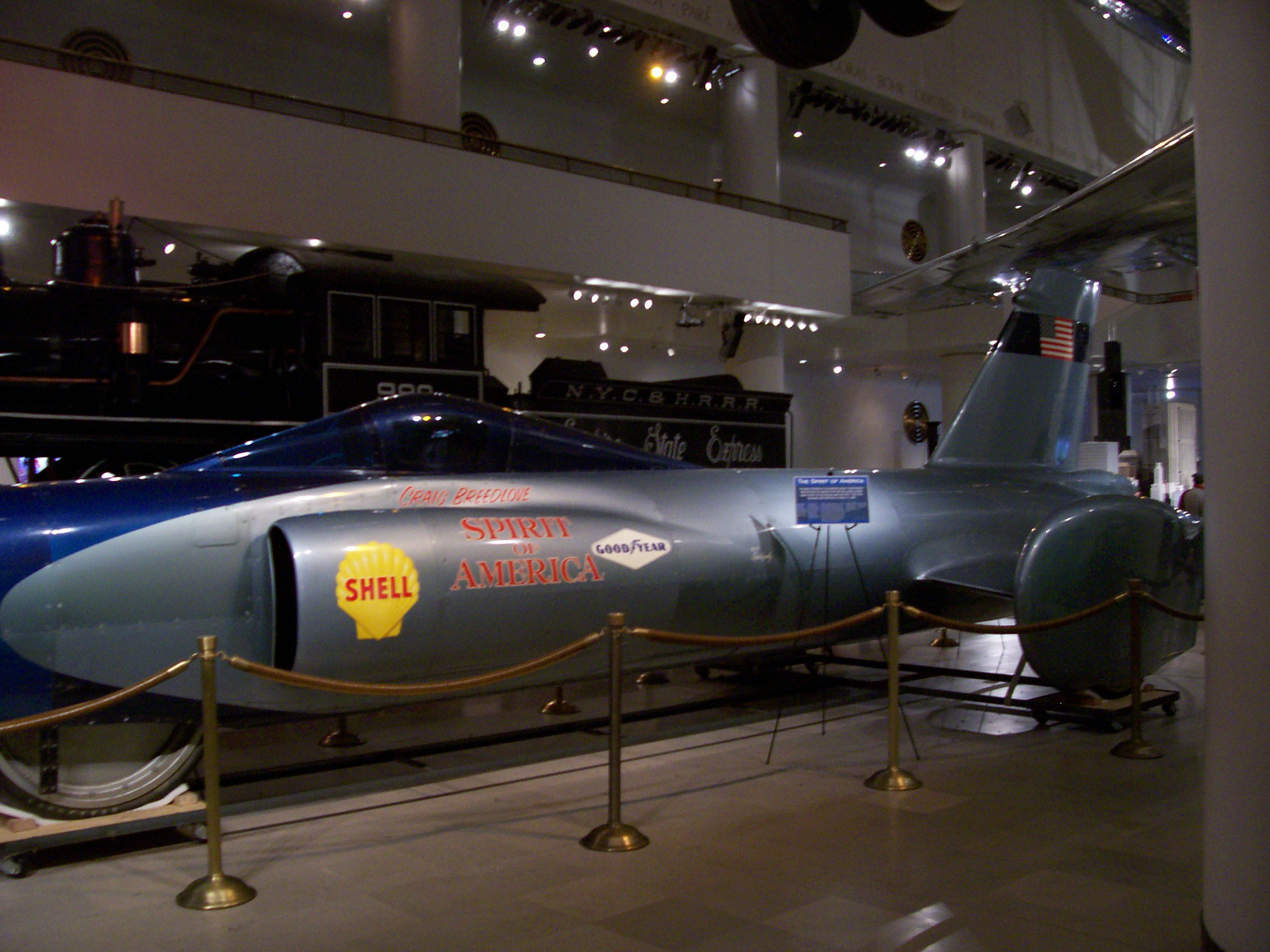
Detalle del lateral del Spirit of America

Durante un periodo hubo dos plusmarcas de velocidad en tierra simultáneas, manteniéndose junto al récord de Breedlove la marca conseguida por el Railton Mobil Special en 1947 como récord de la FIA de la Clase A (vehículos de cuatro ruedas). Esta última marca fue superada en julio de 1964 por Donald Campbell con su Bluebird, que también utilizaba un "reactor" pero como turbina impulsora de las ruedas de tracción.
Ambos registros (el de la FIA y el de la FIM) fueron superados en octubre de 1964 por Tom Green, y poco después por Art Arfons. Breedlove regresó a Bonneville con el Spirit y elevó el récord por encima de las 500 millas por hora (800 km/h), fijándolo en 526,277 millas por hora (846.961 km/h) el 15 de octubre, plusmarca que duró poco menos de dos semanas. A la busca de un nuevo récord, al final de su segunda carrera, el Spirit perdió sus frenos de paracaídas, y continuó a lo largo de cinco millas (8 km), atravesando una línea de postes telefónicos y entrando en un estanque de salmuera cuando todavía circulaba a alrededor de 200 millas por hora (320 km/h). Empapado pero ileso, Breedlove salió de la cabina del Spirit y dijo: "Y ahora, para mi próximo número, voy a prenderme en llamas." Este hecho figura en el El libro Guinness de los récords como las marcas de frenado más largas. El Spirit fue recuperado y depositado en el Museo de Ciencia e Industria de Chicago, donde se exhibe desde entonces.

## Spirit of America - Sonic I
Se construyó un nuevo Spirit of America entre 1964 y 1965 para intentar batir a Art Arfons, el Spirit of America - Sonic I. Era un diseño de cuatro ruedas, con un reactor mucho más potente: un GE J79 (originalmente utilizado por el caza F-4 Phantom II), el mismo tipo montado por el Green Monster de Arfons. El mano a mano con Arfons acabó con Breedlove poniendo el récord en 600.601 mph (966.574 km/h) el 15 de noviembre de 1965, una marca que permaneció hasta que fue superada en 1970 por Gary Gabelich con su Blue Flame. El Sonic I actualmente es exhibido en el Salón de la Fama del Indianapolis Motor Speedway.

## Spirit of America - Formula Shell LSRV
Después de una larga pausa en la consecución de nuevos registros mundiales, Breedlove empezó a trabajar en 1992 en un nuevo Spirit, diseñado por John Ackroyd y finalmente denominado Spirit of America Formula Shell LSRV. El vehículo medía 13.66 m de largo, 2.54 m de ancho, y  1.78 m de alto, y pesaba 4 toneladas. Estaba construido con una estructura tubular de acero recubierta con paneles de aluminio. El motor era el mismo que el del segundo Spirit, un GE J79, pero modificado para quemar gasolina sin plomo, y generaba un empuje máximo de 100.8 kN.
La primera carrera del vehículo se realizó el 28 de octubre de 1996 en el Desierto de Black Rock (Nevada), y acabó en un accidente cuando circulaba a alrededor de 675 mph (1086 km/h). Lo volvió a intentar en 1997, pero el una avería en el vehículo dañó el motor en una de sus primeras carreras. El británico ThrustSSC, con dos turborreactores gemelos Rolls-Royce Spey dejó el récord en 763 mph (1228 km/h) el 15 de octubre de 1997, y convirtiéndose de forma oficial en el primer automóvil en romper la barrera del sonido. El Spirit rediseñado solo pudo alcanzar las 676 mph (1088 km/h).
Breedlove vendió el Spirit of America Formula Shell LSRV a Steve Fossett, poseedor de numerosos récords de navegación, globos aerostáticos y aviación. El vehículo fue mejorado de nuevo, realizando algunas prometedoras carreras a finales de septiembre de 2007 en Bonneville. Desgraciadamente, Steve Fossett desapareció en septiembre de 2007 mientras buscaba lugares alternativos adecuados para realizar pruebas de velocidad en tierra en Nevada. Su cuerpo y la aeronave en la que viajaba fueron posteriormente localizados en las montañas de la Sierra Nevada de California.
El Spirit of America Sonic Arrow, como fue bautizado por Fossett, realizó algunas carreras fuera del desierto de Black Rock para una sesión fotográfica el 15 de octubre de 2007.  El empeño para que el Spirit siguiese corriendo se mantuvo posteriormente.
A finales de 2010 se anunció que el vehículo se ponía a la venta por un precio de tres millones de dólares, aunque no hay constancia de que se haya vendido.

## En la cultura popular
La canción de los Beach Boys "Spirit of América" hace referencia a Breedlove y sus coches.